# Akuma-kun
Az Akuma-kun (悪魔くん) egy manga, melyet Mizuki Sigeru írt és rajzolt. Később élőszereplős és animesorozat formájában is megjelent.

## Videójáték
Az Akuma-kun: Makai no Vana (悪魔くん・魔界の罠; Hepburn: Akuma-kun: Makai no Wana) egy 1990-ben Famicomra megjelent szerepjáték. A Bandai fejlesztette és adta ki, Japánon kívül soha nem jelent meg.
A játék harcrendszere körökre osztott; a játékos démonokat idézhet, hogy azok segítsék Akuma-kunt a csatákban.
A játék a fiatal főhős, Akuma-kun történetét követi, akit a játékos három különböző típusú területen irányíthat. A világ térképen Akuma-kun különböző városokba és labirintusokba léphet be. A világ térképen felülnézetben lehet közlekedni és véletlenszerűen támadnak rá a játékosra a szörnyek. A harcok alatt a kamera belsőnézetből követi az eseményeket, a játékos egy menüből különböző típusú támadások közül választhat. A harcok során a játékos megidézhet démonokat, hogy segítsék Akuma-kunt. A játékos csapata és az ellenfelek körökre osztva támadnak egymásra, hasonlóan a legtöbb körökre osztott szerepjátékhoz. Amikor Akuma-kun belép egy városba akkor a nézet oldalnézetbe vált. Bizonyos területeken Akuma-kun beléphet az épületekbe és a boltokba.
A játék úgy elején egy mágus elmagyarázza Akuma-kunnak, hogy a világ  jobb hely lesz ha a démonok és az emberek kapcsolatba lépnek egymással. Ezután Akuma-kun elhatározza, hogy ő létrehozza ezt a kapcsolatot.